# Provincia de Bumerdés
Bumerdés (en francés: Boumerdès, en árabe: ولاية بومرداس Wilāya Būmardās, en bereber: Bumerdas) es un vilayato del norte de Argelia, ubicado entre Argel y Tizi-Ouzou, siendo su capital la ciudad costera de Bumerdés (anteriormente Rocher-Noir).

## Municipios con población de abril de 2008
- Afir 13 223
- Ammal 8505
- Baghlia 18 052
- Ben Choud 9985
- Beni Amrane 23 621
- Bordj Menaïel 64 820
- Boudouaou 71 238
- Boudouaou El Bahri 14 209
- Bumerdés 41 685
- Bouzegza Keddara 8511
- Chabet el Ameur 33 459
- Corso 20 705
- Dellys 32 954
- Djinet 21 966
- El Kharrouba 10 885
- Hammedi 40 546
- Issers 32 580
- Khemis El Khechna 75 962
- Larbatache 19 356
- Leghata 13 692
- Naciria 22 431
- Ouled Aïssa 7685
- Ouled Hedadj 30 573
- Ouled Moussa 45 770
- Sidi Daoud 16 900
- Si Mustapha 12 087
- Souk El Had 6693
- Taourga 7882
- Thenia 21 439
- Tidjelabine 18 266
- Timezrit 9991
- Zemmouri 26 408

## Geografía
El vilayato cubre una superficie de 1456,16 km² y tiene más de 80 km de costa. Su población es de 786 602 habitantes. Linda al norte con el mar mediterráneo, al este con el vilayato de Tizi-Ouzou, al sur con el vilayato de Bouira, al sur oeste con el de Blida y al oeste con el vilayato de Argel.
La provincia tiene un clima mediterráneo, templado en la costa (18 °C de media anual) y algo más caluroso en el interior (25 °C de media anual).
La llanura costera ocupa 36,5 % de la superficie de la provincia, los altiplanos y montes 26,5 %, y las montañas 26 %.
Los principales ríos son el Isser y el Sebaou.
Los municipios de la provincia (o vilayato) son: Boudouaou, Boudouaou El Bahri, Corso, Tidjelabine, Hammadi, Khemis El Khechna, Ouled Haddadj, Ouled Moussa, Larbatache, Kharrouba, Keddara, Thenia, Souk El Had, Beni Amrane, Ammal, Zemmouri, Si Mustapha, Isser, Chabet El Ameur, Timezrit, Naciria, Bordj Menaiel, Laghata, Djinet, Sidi Daoud, Ouled Aissa, Baghlia, Taourga, Ben Choud, Dellys y Afir.

## Turismo
La provincia tiene un gran potencial turístico, actualmente en fase de desarrollo y favorecido por la reciente mejora de las comunicaciones por tierra. Tradicionalmente los veraneantes se han concentrado en la costa que cuenta con 26 playas en las que está autorizado bañarse, de un total de 41. Hay 16 hoteles y 7 cámpines. Durante la temporada turística 2010, la provincia de Bumerdés acogió a 9 987 000 turistas.

## Recursos
La pesca es uno de los principales recursos de la provincia gracias a sus dos grandes puertos pesqueros: Dellys y Zemmouri. En 2011, un tercer puerto pesquero está en fase de construcción en el cabo Djinet. Desde 2011, el cabo Djinet cuenta con una planta desaladora que abastece de 100 000 m³/día a la región.

## Cultura
La investigación científica juega un papel destacado en la vida de la provincia gracias a la universidad M'Hamed Bougara de Bumerdés, creada en 1998 a partir de 6 institutos nacionales de investigación científica y tecnológica. Si bien la investigación en hidrocarburos fue su vocación primera, la oferta actual se ha diversificado y los estudios han adoptado la estructura curricular LMD de la Unión Europea debido a sus intercambios permanentes con universidades extranjeras.

## Religión
Esta provincia alberga varios edificios religiosos, incluidas mezquitas y zawiyas:
- Zawiya de Sidi Amar Cherif
- Zawiya de Sidi Boumerdassi
- Zawiya de Sidi Boushaki

## Gente notable
| - Abdelkader Zerrar - Abderrahmane Abdelli - Abderrahmane Boushaki - Abderrahmane Farès - Abderrahmane Hammad - Ali Boushaki - Brahim Boushaki - Faouzi Chaouchi - Fatma Zohra Zamoum - Firmo - Gildo - Khaled Boushaki - Mascezel | - Mohamed Nassim Boushaki - Mohamed Rahmoune - Mohamed Seghir Boushaki - Mustapha Ishak-Boushaki - Rachid Mimouni - Ratiba Tariket - Sidi Boushaki - Toufik Boushaki - Amine Boushaki - Chahinez Boushaki - Feriel Boushaki - Yahia Boushaki - Zinedine Ferhat |